# 达内尔·霍尔
达内尔·霍尔（英語：Darnell Hall，1971年9月26日—），美国男子田径运动员，主攻短跑。他曾代表美国参加1992年夏季奥林匹克运动会田径比赛，获得男子4×400米接力金牌。